# 1440-talet

## Händelser
- Johannes Gutenberg uppfinner den första europeiska användbara tryckpressen.

## Födda
- 1440 – Sten Sture den äldre, svensk riksföreståndare.
- 1445 – Magdalena Karlsdotter (Bonde), prinsessa av Sverige och prinsessa av Norge.
- 1446 – Birgitta Karlsdotter (Bonde), prinsessa av Sverige.

## Avlidna
- Mellan 24 november 1446 och 25 januari 1447 – Axel Pedersen Tott, danskt riksråd och riksföreståndare.